# Мелконян, Артуш Сергоевич
Артуш Сергоевич Мелконя́н ( род. 17 мая 1931, Ленинакан — советский ученый в области агротехники винограда . Доктор сельскохозяйственных наук с 1971 г., профессор с 1972 г., член-корреспондент Итальянской академии виноградарства и виноделия с 1978 г., член Национального комитета СССР по виноградарству и виноделию .

## Биография
Родился 17 мая 1931 года в городе Ленинакане (ныне Гюмри, Армения). Член КПСС с 1958 года. Окончил Армянский сельскохозяйственный институт . В 1954—1981 годах на научно-исследовательской, партийной и административной работе. С 1981 года — первый заместитель министра плодоовощного хозяйства Армянской ССР.
Награждён орденом Дружбы народов, орденом «Знак Почета» .

## Научная деятельность
Научные работы ученого посвящены биологии и агротехнике виноградной лозы. Им предложены меры по ускоренному формированию и вступлению в плодоношение молодых виноградников, по повышению жизнедеятельности плодоносящих виноградников, заложенных на каменистых, полупустынных землях Армении, по механизации трудоемких процессов (укрытие кустов на зиму) и другое. Автор 240 научных работ и 4 изобретений . Среди работ:
- Виноградарство Италии. — Москва, 1971;
- Регуляция жизнедеятельности кустов винограда. — Ереван, 1973;
- Виноградарство. — Ереван, 1975 (арм.)